# Соколов-Страхов, Константин Иванович
 Константин Иванович Соколов-Страхов (март 1896 — 22 августа 1937) — военный деятель, участник Первой мировой войны, Гражданской войны. Заместитель начальника военно-исторического отдела Генштаба РККА. Комбриг (1935). Расстрелян в 1937 году по обвинению в участии в антисоветской террористической организации. В 1956 году посмертно реабилитирован.

## Биография
Образование: начальная школа (1909 г.; Санкт-Петербург), курс гимназии (1914 г.; экстерном), Чугуевское военное училище (10.1916 г.; офицерский экзамен), Военная академия РККА (1921 г.). Комбриг (1935). Русский. Член ВКП(б) с мая 1917 г. Родился в марте 1896 г. в Бежецком уезде Тверской губернии (по др. данным в Санкт-Петербурге) в крестьянской семье. Окончил начальную школу в 1909 г. (г. Петербург). В 1911-1913 гг. — ученик-подмастерье в телефонной технической мастерской инженера Попова. В 1913— 1915 гг. — служащий нотариальной конторы (г. Петербург). В 1914 г. экстерном сдал экзамены за курс гимназии.

### Служба в Русской императорской армии
В январе 1915 г. призван в армию. В том же году окончил Виленское военное училище (в г. Полтаве). Участник Первой мировой войны. Воевал на Северном фронте. В годы войны занимал должности командира взвода и роты 14-го Сибирского стрелкового полка 4-й Сибирской стрелковой дивизии. В боях был контужен. Последние чин и должность в старой армии — подпоручик (штабс-капитан ), врид командира батальона.

### В РККА
В Красной армии с февраля 1918 г. Участник Гражданской войны в России. В годы войны занимал должности: военного инспектора 2-го района г. Петрограда (июнь — август 1918 г.), командира 1-го Петроградского рабочего полка (август 1918 г. — февраль 1919 г.), слушателя Академии Генерального штаба (с февраля 1919 г.). В ходе учебы в академии несколько раз командировался на фронты действующей армии: в мае — ноябре 1919 г. выполнял задания командования на Украинском и Южном фронтах, в ноябре 1919 г. — январе 1920 г. поддерживал связь с Туркестанским фронтом.  В распоряжении НРА ДВР: сотрудник для особых поручений штаба главнокомандующего НРА ДВР (с 08.1920 г.); в 11.1920 г. командирован в тыл войск генерал-лейтенанта Г.М. Семёнова (в пределах Китая), где находился до 02.1921 г.

### Карьера в РККА после войны
После Гражданской войны на ответственных должностях в войсках и военно-учебных заведениях РККА. В 1921 г. окончил Военную академию РККА. С декабря 1921 г.— помощник начальника оперативного управления штаба Карельского района. С февраля 1922 г. — командир финских отрядов в Карелии (командир партизанского лыжного полка). С июня того же года — начальник штаба 10-го стрелкового корпуса. С декабря 1923 г. — первый помощник начальника штаба Западно-Сибирского военного округа. Затем — и. д. начальника оперативного отдела штаба Сибирского военного округа. В мае — декабре 1924 г. находился в заграничной командировке. С января 1925 г. — начальник оперативного отдела штаба Московского военного округа. С марта 1925 г. — адъюнкт Военной академии РККА (по совместительству). С апреля 1926 г. — военный атташе при полномочном представительстве СССР в Афганистане. С августа 1927 г. находился в распоряжении Главного управления РККА. В октябре того же года назначен начальником оперативного отдела штаба Московского военного округа. С апреля 1929 г. состоял в распоряжении наркома по военным и морским делам и председателя Реввоенсовета СССР. С октября 1929 г. — адъюнкт Военной академии имени М. В. Фрунзе. С мая 1931 г. — начальник редакционной части штаба той же академии (по совместительству). С ноября 1932 г. — начальник штаба 4-го стрелкового корпуса. С января 1935 г. — начальник 5-го отделения 4-го отдела Штаба РККА. С марта того же года — начальник 7-го отделения 1-го отдела Штаба (затем Генерального штаба) РККА. С октября 1936 г. — заместитель начальника научного военно-исторического отдела Генерального штаба РККА.
Автор монографий: «Зимняя кампания в Карелии в 1921-1922 гг.»; «Гражданская война в Афганистане в 1928- 1929 гг.».

### Арест, расстрел, реабилитация
Арестован 20 января 1937 г. Военной коллегией Верховного суда СССР 22 августа 1937 г. по обвинению в участии в антисоветской террористической организации приговорен к расстрелу. Приговор приведен в исполнение в тот же день. Определением Военной коллегии от 24 ноября 1956 г. реабилитирован.

## Награды
- Орден Красного Знамени

## Воинские чины и звания
- Нижний чин
- Прапорщик (10.10.1915 г.; "Список офицерам 14-го Сибирского стрелкового полка, по старшинству в чинах по состоянию к 20.10.1916 г.")[2]
- Подпоручик
- Поручик
- Штабс-капитан
- Комбриг (26.11.1935 приказ НКО №2484).